# 14 Pułk Kirasjerów

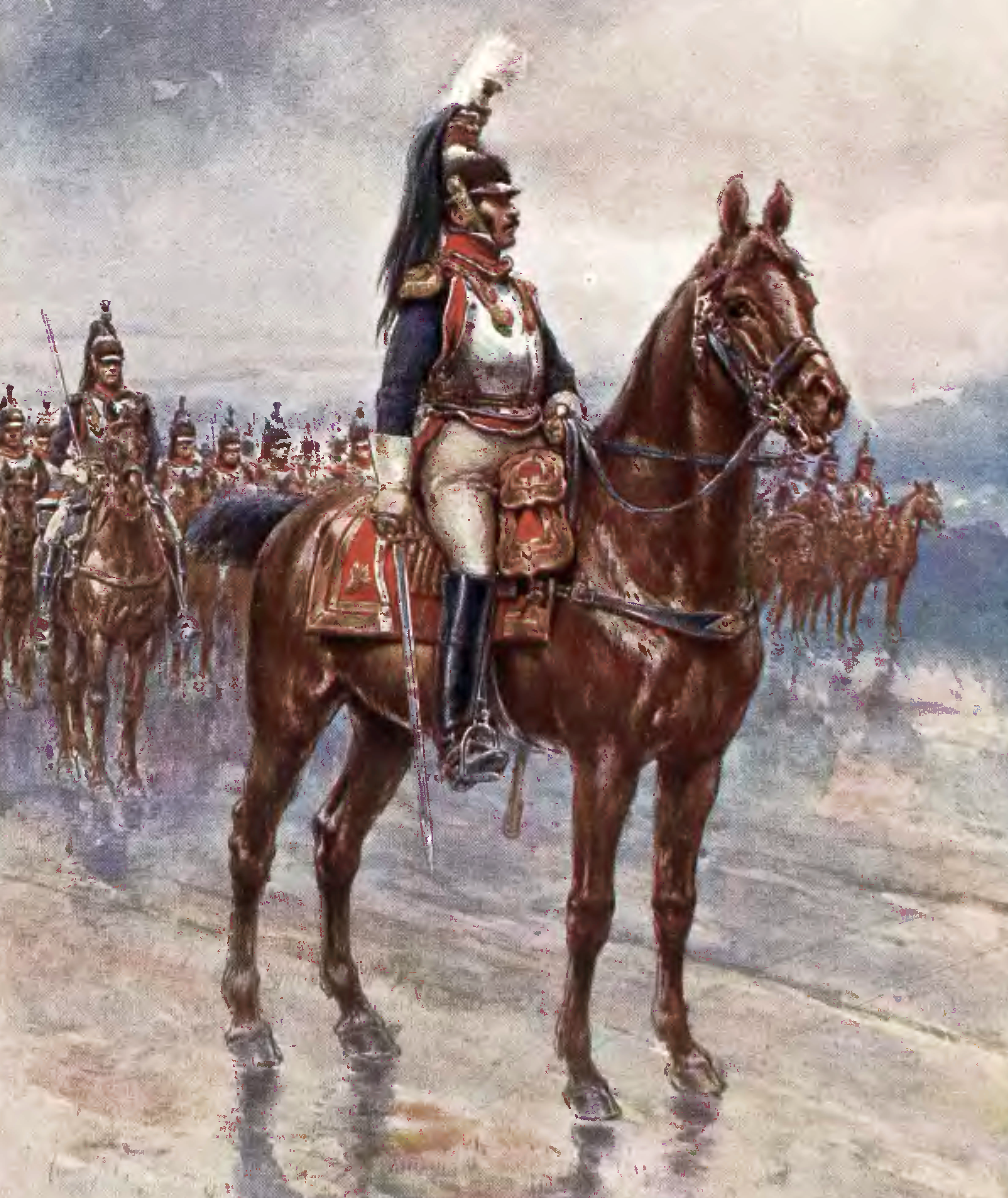
Kirasjerzy w marszu

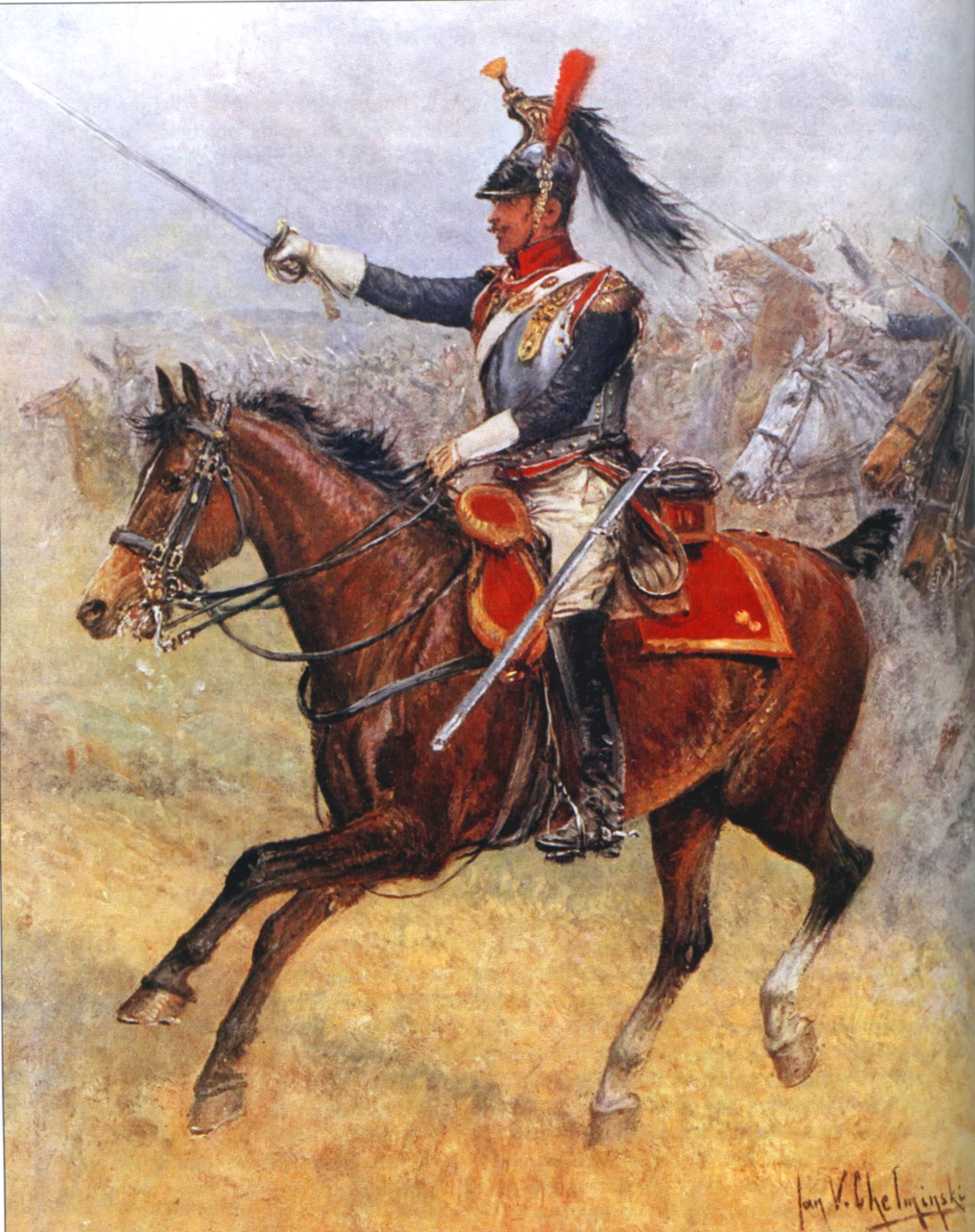
Kirasjer z 14 pułku

14 Pułk Kirasjerów – oddział jazdy polskiej Armii Księstwa Warszawskiego. 
Był to jedyny polski pułk kirasjerski i zarazem ostatni oddział polskiej jazdy używającej uzbrojenia ochronnego – kirysów.

## Formowanie
Jedyny w dziejach Polski pułk jazdy kirasjerskiej powstał w dobrach pułkownika Stanisława Małachowskiego w Końskich i za początek formowania przyjęto datę 1 września 1809. Pułk nosił pierwotnie 1 Pułk Broni Kirasjerów. Zgodnie z ówczesnym zwyczajem fundator został jego dowódcą (1 września 1809), a drugim był płk Kazimierz Dziekoński (od 18 stycznia 1813). W skład pułku włączono również oddział gidów utworzony w Galicji jako szwadron przyboczny Naczelnego Wodza.
4 grudnia 1809 ten dwuszwadronowy pułk jazdy przybył do Warszawy i stacjonował w niej do maja 1812. Wzbudzał zainteresowanie wśród mieszkańców stolicy przywołując pamięć o dawnej świetności husarii polskiej.  Pod koniec 1809 roku pułk liczył 610 żołnierzy.
Polska jazda kirasjerska, jako zdecydowanie droższa w uzbrojeniu niż pułk ułańskie czy strzelców konnych, podlegała kilkakrotnie próbom reorganizacji w pułk strzelców konnych – 21 listopada 1810 król wydał dekret, na podstawie którego miano pułk kirasjerski przeistoczyć w pułk strzelców konnych, wobec czego książę Józef Poniatowski zaproponował zamianę na pułk dragonów wobec nieuniknionych z tą zmianą kłopotów organizacyjnych.
Dekret królewski z 20 grudnia 1810 ponownie nakazywał zmianę pułku na strzelców konnych i książę Poniatowski wolę tę przekazał żołnierzom pułku rozkazem dziennym, motywując ją m.in. problemem z wykorzystaniem bojowym tak mało licznego pułku. Ostatecznie jednak do tej zamiany nie doszło. 
12 maja 1812 pułk wyruszył na wojnę z Rosją.

## Barwa
Ubiór dla kirasjerów ustalony został w przepisach dotyczących ubioru dla jazdy z 3 września 1810.
W skład ubioru wielkiego wchodziły:
- kolet z sukna granatowego z kołnierzem, wyłogami u rękawów i połami pąsowymi, zapinany na 11 guzików z żółtego metalu z numerem pułku (poły spięte dwoma metalowymi, żółtymi granatami)
- spodnie krótkie pod kolano ze skóry białej
- buty czarne długie przykrywające kolana z żelaznymi przypinanymi ostrogami
- kamizelka sukienna biała pod koletem
- kirys żelazny z naplecznikiem polerowany na stal z zapięciami i guzami na krawędziach z żółtego metalu garnirowany pąsową tkaniną i galonkiem
- hełm żelazny z grzebieniem, podpinką i okuciem daszka z żółtego metalu

Na mały mundur oficerski składały się:
- frak sukienny granatowy zapinany na guzików z kołnierzem i wypustkami pąsowymi o połach spiętych u dołu dwoma granatami z żółtego metalu
- granatowe spodnie sukienne długie
- buty długie jak do ubioru wielkiego
- kapelusz czarny ze złotym galonikiem, białą kokardą i pąsowym piórem
- surdut granatowy z dwoma rzędami po 7 guzików z żółtego metalu
- płaszcz obszerny z białego sukna z peleryną ozdobiony pąsową wypustką

## Uzbrojenie
Uzbrojeniem kirasjerów były pałasze francuskie jednosieczne. 
Rękojeść o czteroprętowym kabłąku oprawiona była w mosiądz. Pochwa żelazna, polerowana lub obciągnięta czarną skórą z okuciami mosiężnymi.
Każdy kirasjer miał też parę pistoletów skałkowych "w stal oprawnych" w olstrach przy siodle, do nich czarną skórzaną ładownicę na białym skórzanym pasie nakładanym na kolet pod kirysem.

## Działania wojenne

### Marsz ku Moskwie
W czasie wyprawy na Rosję w 1812 14 pułk kirasjerów, dowodzony przez płk. Stanisława Małachowskiego, wchodził w skład 7 Dywizji Ciężkiej Jazdy gen. Jana Lorge’a, podporządkowanej dowódcy IV Korpusu Rezerwowego Kawalerii gen. Marie Victora Nicolasa de Fay de La Tour Maubourga.
Nim doszło do wielkiej bitwy pod Borodino, pułk poniósł bardzo duże straty marszowe i z 456 żołnierzy w chwili wymarszu na wojnę stan pułku w dniu rozpoczęcia bitwy zmalał do 365 żołnierzy.

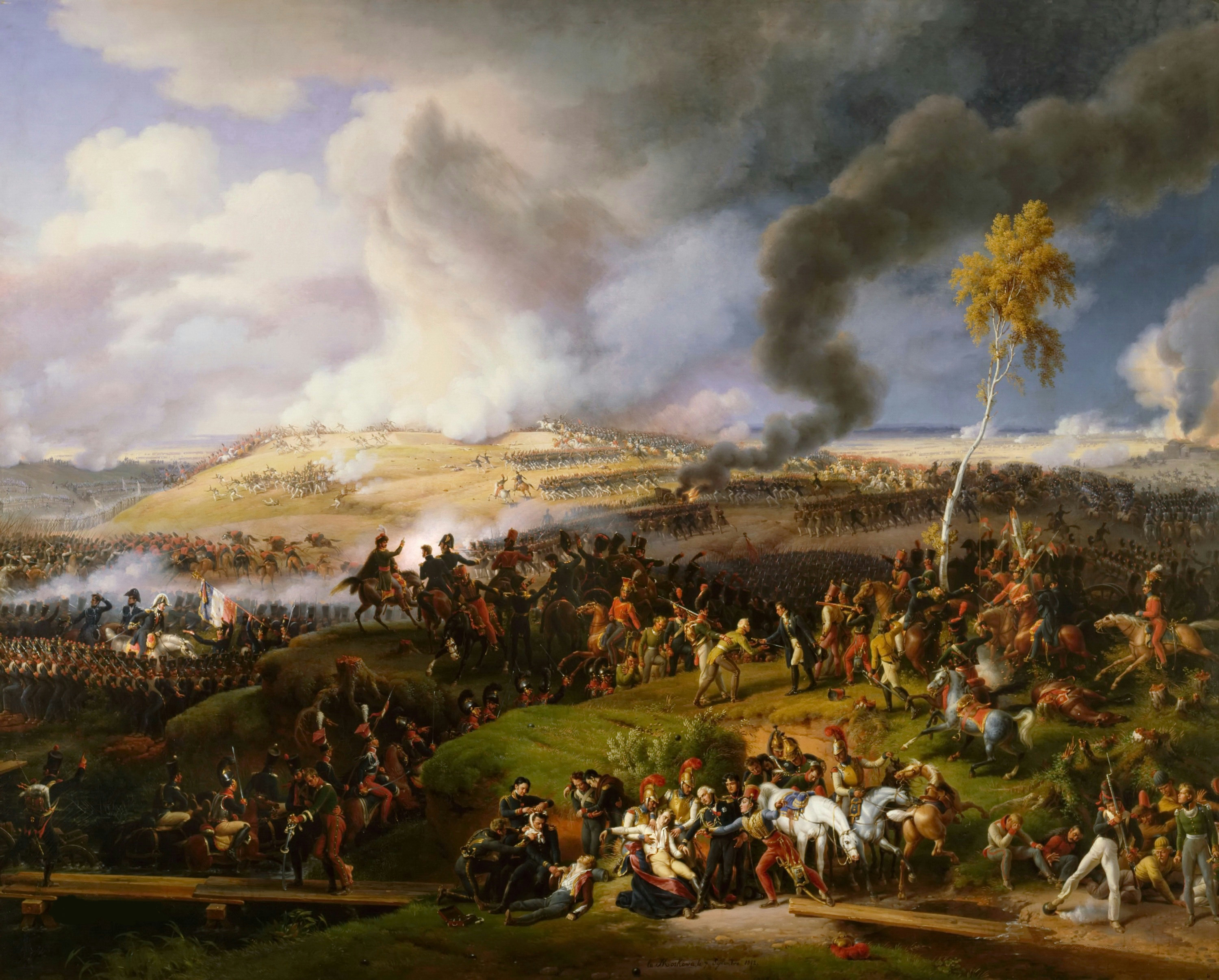
Bitwa pod Borodino

7 września, w dniu sławnej bitwy, pułk wraz z całym IV Korpusem przez kilka godzin stał bez ruchu w jarze Kamionki i osłaniał działa francuskie. Wystawiony był na silny ogień artylerii rosyjskiej, tym dotkliwszy, że należało wytrzymać go, stojąc bezczynnie i biernie przyglądając się, jak giną towarzysze stojący obok.
Topniejące szeregi zapełniały się nowymi żołnierzami, którzy stawali na miejscu poległych. W takim szyku żołnierze stali w całkowitym milczeniu.
W południe pułk przeszedł parów Kamionki i otrzymał rozkaz ataku na wzgórza na północ i zachód od wsi Siemenowskaja. Rozkaz przyjęto z uczuciem ulgi. Szwadrony, które przez kilka godzin musiały wytrzymać bez ruchu w ogniu przeciwnika, z ochotą szły w bój. Atak na baterie artylerii i reduty obronne Rosjan był chrztem bojowym polskich kirasjerów.
W sławnej szarży na tak zwaną Wielką Redutę wraz z pułkiem kirasjerów saskich, pułk nacierał na czworobok piechoty. Wziął do niewoli 300 jeńców i zdobył armatę.

### Wieki odwrót

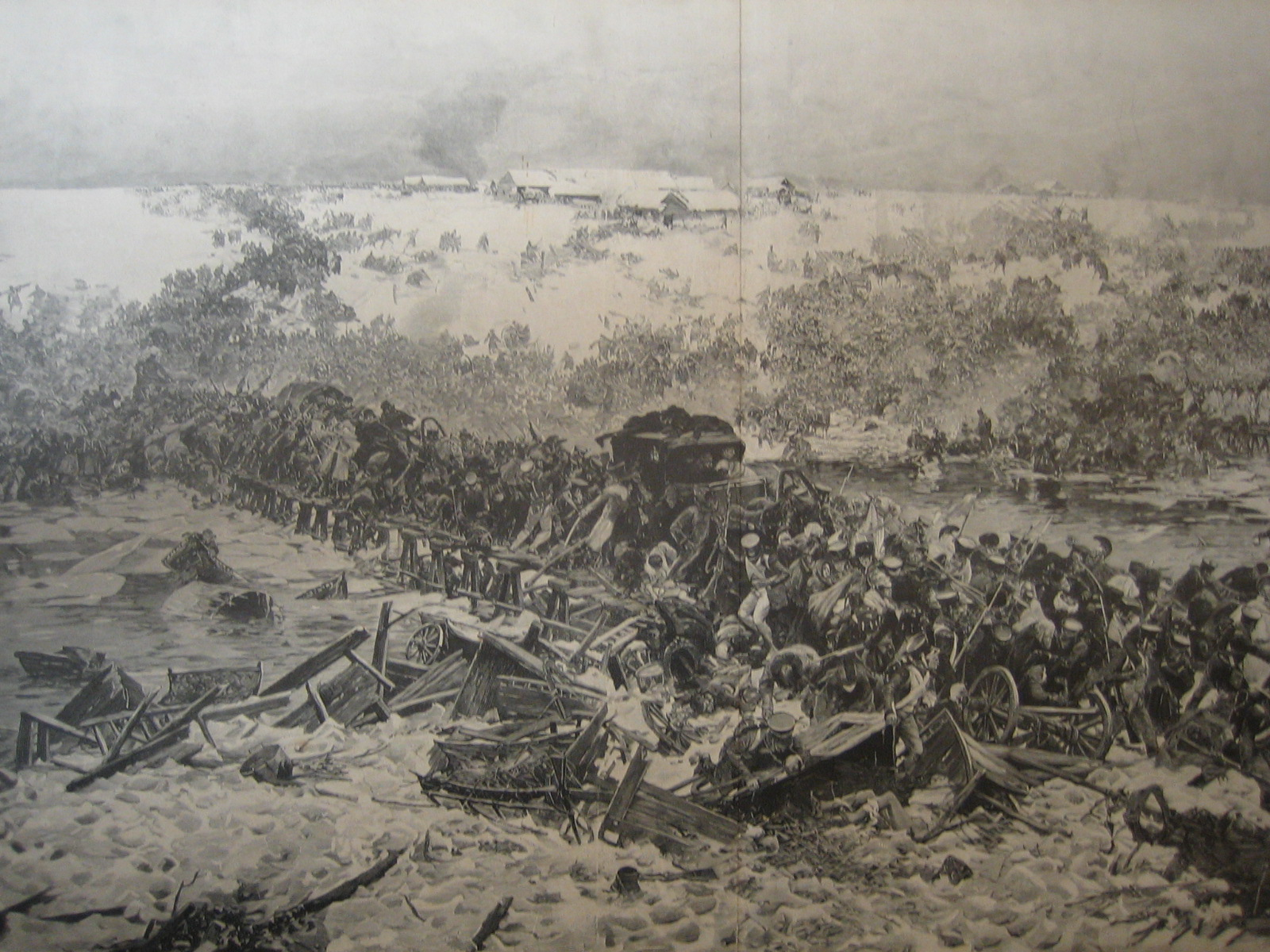
Wielki odwrót

W czasie tragicznego odwrotu spod Moskwy kilkudziesięciu ocalałych kirasjerów eskortowało uratowane 24 armaty wojsk polskich.
Wśród kawalerii pułk poniósł największe straty. W Nowym Mieście Korczynie, gdzie zbierano resztki pułku, doliczono się jedynie 5 oficerów, 76 kirasjerów i 31 koni.
W lutym 1813 odtworzono 14 pułk kirasjerów pod dowództwem pułkownika Kazimierza Dziekońskiego.
Wraz z 4 pułkiem strzelców konnych i 15 pułkiem ułanów tworzył brygadę lewą generała Benedykta Łączyńskiego.

### Kampanie saksońskie
Po ataku wojsk rosyjskich na siły polskie stacjonujące w departamencie kaliskim część pułku została odcięta i zmuszona do marszu na Śląsk i dalej do Saksonii. Żołnierze ci weszli później w skład kawalerii dywizji generała Jana Henryka Dąbrowskiego.
W czasie wymarszu wojsk księcia Józefa Poniatowskiego z Krakowa do Saksonii pozostała część pułku włączona została do trzeciej kolumny.
Podczas reorganizacji VIII Korpusu Polskiego w Saksonii pułk kirasjerów został powtórnie odtworzony w sile dwóch szwadronów. Faktycznie udało się sformować tylko jeden szwadron kirasjerów w liczbie 180 jeźdźców bez kirysów, jedynie w kaskach.
Pułk ten, wspólnie z pułkiem krakusów, wszedł w skład Brygady Jazdy Straży Przedniej generała Jana Nepomucena Umińskiego.
Pułk wszedł do walki 17 sierpnia w wypadzie na Czechy. Pod Frydlantem 17 sierpnia 1813 uderzył na oddział 200 huzarów austriackich zmuszając ich do odwrotu.

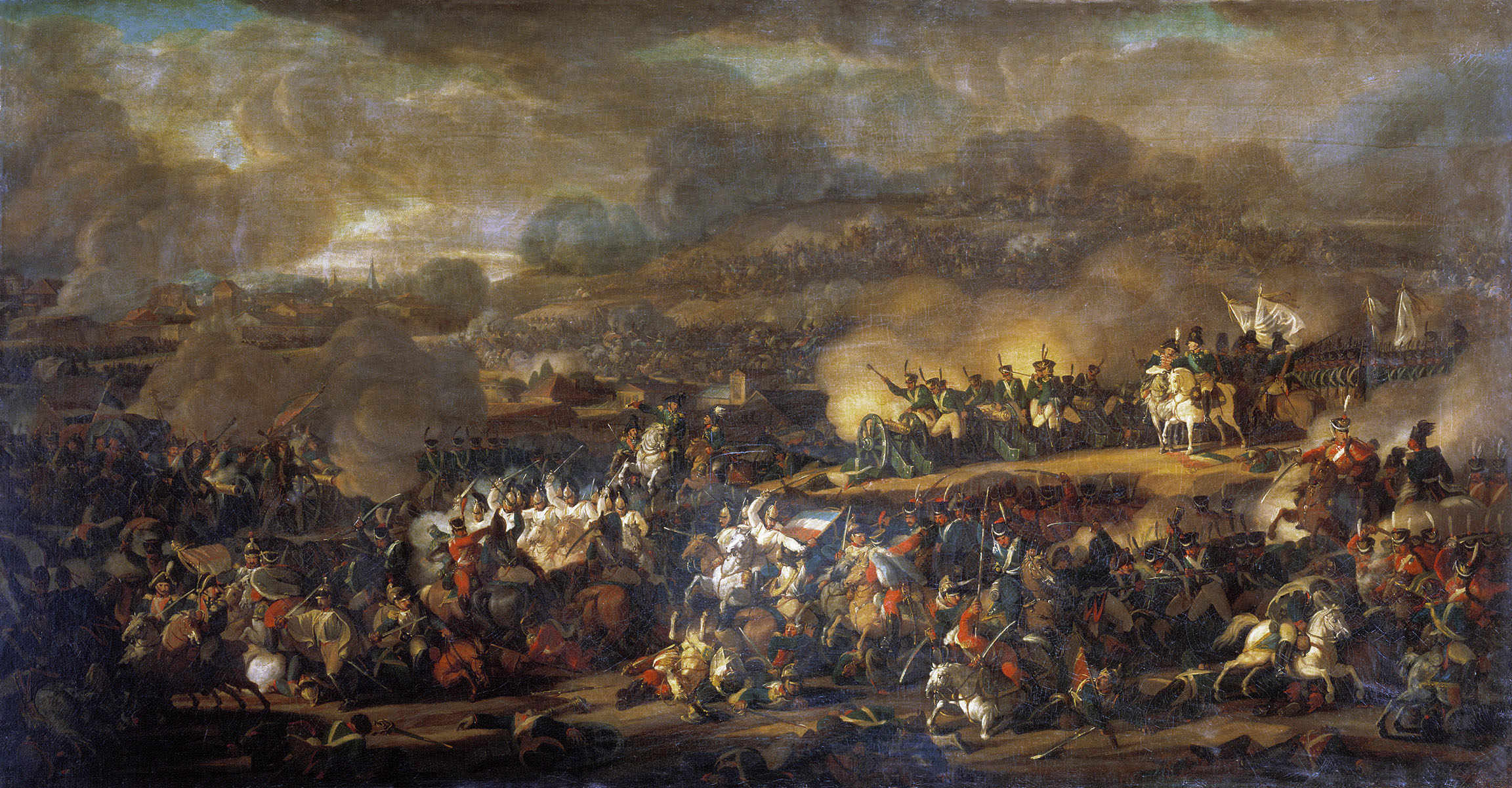
Bitwa pod Lipskiem

Jesienią 1813 już codziennie dochodziło do starć z ciągnącymi na Lipsk wojskami sprzymierzonych.
W pierwszym dniu bitwy pod Lipskiem 19 października kirasjerzy brali udział w ciężkiej walce pod Wachau. W ostatnim, 9 października, szwadron kirasjerów pod dowództwem pułkownika Kazimierza Dziekońskiego (ok. 100 żołnierzy), wraz z małym oddziałem krakusów pełnił służbę u boku księcia Józefa Poniatowskiego. On to prowadził ich do swojej ostatniej szarży na jegrów rosyjskich nad Pleissą. Kirasjerzy bronili się też rozpaczliwie nad Elsterą. Byli świadkami śmierci swego wodza w nurtach rzeki.
Po bitwie pod Lipskiem, z 14 pułku kirasjerów uratowało się 9 oficerów, 93 podoficerów i szeregowych oraz tylko 40 koni. Dekretem z 18 grudnia 1813 roku ponownie zreorganizowano wojsko polskie i dowództwo nad całą polską kawalerią przejął generał Ludwik Pac. Odtworzenie pułku po raz trzeci okazało się jednak zbyt kosztowne.
Na 14 pułku kirasjerów zaczęła się i skończyła polska jazda kirasjerska. Był to zarazem ostatni oddział polskiej jazdy używającej kirysy.
Pułk stoczył również bitwy i potyczki pod Pittersbachem (20 sierpnia 1813), Krakau (24 sierpnia 1813), Strohweidem (6 września 1813) i Weidą (4 października 1813).